# Disposition Dvorak
Pour les articles homonymes, voir Dvorak et DSK.
La disposition Dvorak (en anglais Dvorak Simplified Keyboard ou DSK) est une disposition des touches de clavier optimisée pour la saisie de l’anglais et mise au point par August Dvorak et William Dealey dans les années 1930. La disposition et la méthode utilisée ont été adaptées par la suite à d’autres dispositions pour d’autres langues.
Certains auteurs affirment que ces dispositions sont supérieures aux dispositions les plus courantes, bien que restant optimales dans une seule langue. Les essais de conversion universelle ont échoué : la plupart des personnes ayant déjà une grande aisance avec leur disposition refusent d’en apprendre une nouvelle. L’échec de la généralisation de ce clavier a été utilisé comme illustration de la théorie de la dépendance au sentier, laquelle montre comment des décisions passées de l’histoire des techniques s’enracinent et créent des effets irréversibles malgré leur manque de rationalité. Cette affirmation est cependant contestée.
Toutes ces dispositions alternatives peuvent parfois varier considérablement d'une langue à l'autre. Or dans un monde où certains employeurs transnationaux imposent parfois à leur personnel de travailler avec des claviers identiques sur l’ensemble de la compagnie, il est nettement plus facile de gérer la transition entre le clavier auquel ils sont habitués et le clavier de l'employeur quand la majorité des positions des lettres ne change pas comme c'est le cas entre un AZERTY et un QWERTY, que ce ne le serait si l'usage de ces nouveaux claviers s'était généralisé.

## Méthode Dvorak
La disposition QWERTY et ses dérivées AZERTY et QWERTZ sont un héritage des contraintes de conception des premières machines à écrire. Elles permettent de pallier des insuffisances mécaniques : les touches des digrammes fréquemment tapés ont été éloignées au maximum afin d’éviter que les percuteurs se bloquent lors d’une frappe rapide. Contrairement à un mythe répandu, ce choix avait tout de même pour effet d’accélérer la frappe sur les machines à écrire, pas de la ralentir.
La disposition Dvorak simplifiée, elle, a été conçue pour le confort de l’utilisateur : elle se base sur l’analyse fréquentielle des caractères trouvés dans un corpus de textes en anglais et place les lettres les plus fréquentes sur les touches les plus accessibles : sur la rangée de repos.
La disposition est achevée en 1932 et un brevet est déposé le 12 mai 1936. Elle est normalisée par l’American National Standards Institute en 1982 en tant que disposition de clavier alternative au QWERTY ; la norme est X3.207:1991 Alternate Keyboard Arrangement for Alphanumeric Machines (précédemment X4.22-1983). En 1984, le nombre d’utilisateurs est estimé à 100 000. Elle est aujourd’hui supportée nativement par les principaux systèmes d’exploitations et il est relativement aisé d’acquérir un clavier d’ordinateur avec cette disposition.
August Dvorak a également conçu des versions optimisées pour la saisie à une seule main.

La disposition simplifiée du Dvorak anglais.

La méthode utilisée repose sur plusieurs points :
- maximiser l’alternance des mains lors de la frappe ;
- répartir les touches de façon équitable sur les deux mains (ambidextrie) ;
- utiliser en priorité la rangée centrale, puis haute, puis inférieure ;
- en cas de non-alternance des mains sur un digramme, diriger la frappe vers le centre du clavier ce qui sollicite davantage les doigts les plus habiles à savoir l’index et le majeur.

### Avantages
Les avantages de cette disposition sont les suivants :
- un confort accru dû à une ergonomie générale améliorée : les lettres les plus utilisées se retrouvent sur les touches les plus accessibles minimisant ainsi le déplacement des doigts sur le clavier et laisse la main dans une position plus « neutre ». Les muscles travaillent alors préférentiellement dans leur course moyenne, secteur de plus grande efficacité et de moindre contrainte. Ceci réduit la fatigue musculaire (cause de pathologies de type contractures, crampes et les douleurs), les frottements des tendons dans leurs gaine synoviale et donc le risque de développer des troubles musculosquelettiques (les tendinites et ténosynovites, voire l’arthrose ou le syndrome du canal carpien). Le fait de moins bouger les mains pourrait permettre de soulager aussi le travail des muscles et articulations des épaules et du dos ;
- les distances parcourues par les doigts étant plus courtes, une augmentation de la vitesse de frappe est attendue : bien qu’il n’y ait pas encore eu d’étude officielle, un gain entre 10 % et 40 % est communément admis, après la phase d’adaptation. La disposition dvorak est utilisée pour réaliser le record du monde de vitesse de frappe[5] ;
- un apprentissage plus rapide : 18 heures pour arriver à une vitesse de 40 mots par minute, contre 56 heures pour le QWERTY[réf. nécessaire] selon les études de Dvorak[réf. nécessaire].

### Critiques
À l’heure actuelle, aucune étude sérieuse n’est en mesure de prouver la performance brute, en vitesse de frappe, sur les autres types de clavier (bépo, AZERTY, QWERTY ou autres).
Les études largement en faveur du Dvorak ont été dénoncées[Par qui ?] comme biaisées, dont pour une bonne part parce que menées par Dvorak lui-même ; une étude dénonce une manipulation des résultats des expériences de Dvorak et attribue son échec commercial face au QWERTY à une issue rationnelle, la disposition nouvelle suscitant trop peu d’intérêt en général pour être adoptée.
Ces critiques s’ajoutent au scepticisme[évasif] concernant l’intérêt même de la démocratisation de la frappe à dix doigts dont l’apprentissage était perçu comme superflu à l’exception de métiers spécifiques. Cet argument est aujourd’hui dépassé avec la généralisation de l’usage des ordinateurs individuels.

## Dispositions inspirées de la méthode Dvorak

### Variantes
Il existe des variantes pour d’autres langues à alphabet latin, où la disposition Dvorak a été aménagée pour permettre la saisie des caractères accentués spécifiques à ces langues, en fonction des différences statistiques d’utilisation de ces caractères, mais où les positions des caractères non accentués ne sont pas optimisées. Elles conviennent essentiellement aux utilisateurs qui s’expriment souvent en anglais. Certaines versions sont optimisées pour la programmation.
Par exemple : les Dvorak Type I et Type II allemands, le Dansk-Dvorak danois, le Dvorak-es espagnol, le Norsk-Dvorak norvégien ou encore les Svorak et Sv_dvorak suédois.
La fréquence d’apparition des caractères étant différente dans chaque langue, il est naturel d’avoir une disposition de clavier adaptée à chacune. Des travaux similaires à ceux de Dvorak ont été menés pour créer des dispositions de clavier ergonomiques et optimisées pour certaines langues. À la différence des variantes européennes précédentes, ces dispositions ne se contentent pas d’ajouter quelques caractères à la disposition Dvorak anglaise.

### Anglais

Disposition de clavier Colemak.

Malgré la normalisation du DSK, des alternatives plus récentes ont été développées, souvent dans le but de faciliter l’apprentissage aux utilisateurs du QWERTY et notamment pour conserver les raccourcis claviers usuels comme Ctrl+X/C/V. On peut citer par exemple le CarpalX, le Capewell (Qwerf, C-Dvorak), l’Asset, l’Arensito et le Colemak.
La disposition Colemak est la plus utilisée de nos jours pour l’anglais, après le QWERTY et le DSK. Son auteur, Shai Coleman, estime que cette disposition a été téléchargée 45 000 fois et qu’il y a environ 2 600 utilisateurs réguliers en juillet 2008. Elle est disponible sous licence libre (domaine public) et est incluse dans X.Org et NetBSD.
Dans la disposition Colemak, seules quinze touches sont déplacées par rapport au QWERTY. Contrairement à la plupart des dispositions ergonomiques, les voyelles ne sont pas regroupées sous une même main : le A est à gauche, les autres voyelles sont à droite — l’objectif étant de conserver QWAZXCV dans leur position du QWERTY, pour faciliter l’utilisation des principaux raccourcis clavier. Cette disposition est optimisée pour l’anglais mais est conçue pour écrire occasionnellement dans toutes les langues à alphabet roman, via des touches mortes en Alt Gr.

### Allemand
Helmut Meier a travaillé en 1967 sur l’optimisation d’une disposition de clavier pour l’allemand. L’implémentation de référence est la disposition de-ergo d’Hartmut Goebel (version 0.1) ; il existe une variante développée par Ralf Hagen, dénommée de-emeier. Les deux auteurs envisagent de faire converger leurs travaux.
NEO est une autre disposition optimisée pour l’allemand, apparue en 2004. Selon son auteur, Hanno Behrens, elle permettrait à la fois une meilleure efficacité que le de-ergo, tant pour l’allemand que pour les anglicismes. La disposition NEO est la seule déclinaison germanophone du Dvorak à être implémentée dans X.Org. Les travaux d’optimisation de cette disposition se poursuivent : après les versions 1.0 et 1.1 qui sont très similaires, la version 2.0 finalisée a optimisé la position des symboles de ponctuation comme \/{}*?()-:@ etc., utilisés surtout dans la saisie de textes de programmes.
Enfin, un groupe d’étudiants allemands a reçu en 2005 le prix JugendForscht pour leur disposition Ristome, du nom de leurs trois auteurs : Torsten Rieger, Nils Peter Stoye et Justus Menzel.

### Finnois
Cristian Seres a développé la disposition DAS spécifiquement pour le finnois. Selon lui, cette disposition serait plus efficace que le QWERTY pour écrire en anglais. Elle permet également d’écrire dans la plupart des langues européennes : les accents morts sont accessibles de la main gauche avec AltGr, et les voyelles sont toutes placées sous la main droite (et non sous la main gauche comme dans la plupart des dispositions ergonomiques), ce qui permet d’enchainer un diacritique mort avec une voyelle en respectant l’alternance des deux mains.

### Français
Il existe plusieurs dispositions optimisées pour la langue française. La première est ZHJAYSCPG, une disposition apparue en France en 1907 pour concurrencer le QWERTY mais qui, déjà à l’époque, n’a pas réussi à s’imposer.

#### Marsan
Le clavier et la disposition proposés en 1976 par Claude Marsan sont une autre proposition de disposition alternative à l’azerty et ergonomique pour les francophones. Ils ont été conçus sur la base d’études systématiques portant sur la fréquence des lettres dans plus de 400 000 mots de la langue française. L’auteur a établi dix règles et la solution se rapproche très notablement des propositions d’August Dvorak en ce que les lettres les plus fréquentes sont sur la rangée centrale, les principales voyelles étant situées directement sous les doigts de la main gauche.
La disposition des touches du clavier Marsan est associée à une forme de clavier ergonomique spécifique, les touches étant physiquement séparées en deux groupes formant entre eux un V inversé et placées en matrice. D’autres innovations sont proposées, telles que des targettes (plutôt que des touches) pour l’espace et le retour en arrière, ainsi qu’une disposition tout à fait originale des chiffres, situés chacun pour être actionnés sous le doigt utilisé pour compter depuis l’enfance dans les cultures francophones : pouce pour le un, index pour le deux…
Le clavier Marsan a fait l’objet d’une norme expérimentale AFNOR en 1987 (NF E55-070 « Machines de bureau — Claviers alphanumériques ergonomiquement rationnels — Disposition des touches et des caractères »). La norme est aujourd’hui retirée. En 1990, Claude Marsan est lauréat de la coupe de la francophonie décernée par l’Éducation nationale.
La disposition a été adaptée à deux prototypes de claviers ergonomiques par les élèves de l’École centrale Paris et également adaptée sur un clavier 104 touches standard en éliminant la rangée de chiffres supérieure — la cinquième rangée du clavier Marsan — et en déplaçant certaines touches.
Les travaux de Claude Marsan ne semblent pas avoir eu d’impact sur le public : personne n’utilise cette disposition aujourd’hui. La norme NF E55-070 a été annulée en 2010.
Le clavier Marsan est mentionné dans le film Le Nom des gens, alors qu’est montré à l’écran un clavier portant la disposition bépo.

#### Dvorak-fr

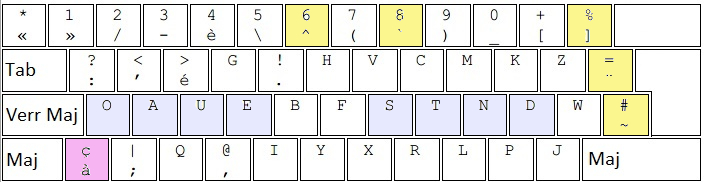
Disposition de clavier Dvorak-fr.

La disposition Dvorak-fr est une disposition de type Dvorak spécifique à la langue française publiée par Francis Leboutte sur son site le 15 mai 2002 ; la version 2 a vu le jour en juin 2020. Sa conception répond à la maximisation du confort et la prévention des risques lors de la dactylographie en langue française, pour tous types de claviers.
Les caractères nécessaires à la typographie du français sont accessibles facilement : par exemple, les guillemets (« ») et l’apostrophe courbe sont disponibles directement. Plus de 150 caractères complémentaires sont à disposition via des touches mortes.
Une des caractéristiques de cette disposition est que les deux touches Alt ont un fonctionnement symétrique ce qui est préférable d’un point de vue ergonomique (les raccourcis clavier prédéfinis dans de nombreux logiciels faisant appel à la touche Alt devant pouvoir être tapés avec n’importe laquelle de ces deux touches). Une autre est l’insertion automatique d’une espace fine (insécable) quand elle est requise, par exemple après le guillemet ouvrant et avant le point-virgule.
Des pilotes existent pour la plupart des systèmes d’exploitation ; la disposition Dvorak-fr est intégrée dans les distributions Linux.
Les dispositions Dvorak-fr sont disponibles sous la licence Creative Commons BY-ND (attribution — pas de modification), les utilisations commerciales sont donc permises.

#### Bépo

Disposition des caractères du bépo.

La disposition bépo est une disposition de clavier inspirée de la méthode de Dvorak, et obtenue par consensus au sein d’une communauté hétéroclite composée d’informaticiens et de non informaticiens, après une analyse rationnelle du français et des autres usages du clavier, en particulier la programmation et l’administration système. Si le principal objectif affiché est l’accessibilité de la langue française et de ses spécificités (lettres accentuées, guillemets, espaces insécables, etc.), la disposition prend en charge la quasi-totalité des caractères des langues européennes basées sur l’alphabet latin, y compris l’espéranto, sans négliger les caractères utilisés en informatique.
Cette disposition est utilisable sans modification sur un clavier standard sur la plupart des systèmes d’exploitation, avec des pilotes pour *BSD, Linux, Mac OS X, Microsoft Windows (9x, 2000, XP, Vista et 7) et Solaris. Elle est par ailleurs incluse dans la version officielle d’X.Org depuis la version 7.1.
Une des principales différences par rapport à la disposition proposée par Francis Leboutte est l’usage de la touche modificatrice Alt Gr au lieu de la touche morte accent grave « ` ». Une explication concernant les différences entre dvorak-fr et bépo est présente sur le site du projet, qui dispose d’une communauté active avec notamment un wiki, un forum, une liste de diffusion et un canal IRC.
La disposition de clavier bépo est sous licences libres CC-BY-SA et GFDL.
Cette disposition est reconnue commercialement, quelques entreprises offrant la possibilité d’afficher de manière physique la disposition bépo sur un clavier.

#### Dvorak canadien français
Deux agencements de clavier existent, l’un sous Windows, l’autre sous GNU/Linux, reprenant l’esprit de l’agencement de clavier « canadien français » en le transposant sur l’agencement Dvorak anglophone. Ainsi, l’agencement ressemble au « Dvorak US » mais comporte les « touches mortes » pour les accents.

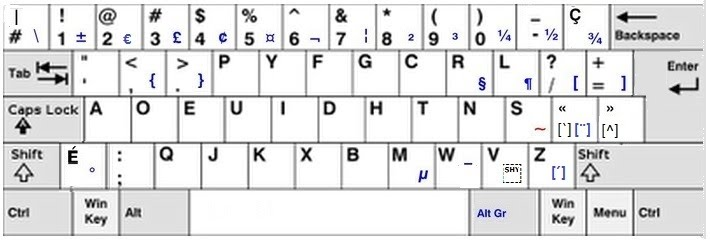

### Turc

Disposition de clavier Turc-F.

Disposition de clavier Turc-QWERTY.

Erim Tuna a conçu en 1955 une disposition optimisée pour le turc, en se basant sur la fréquence des lettres calculée par l’académie des langues turques (TDK). Cette disposition équilibre l’effort de frappe entre les deux mains — 49 % pour la main gauche, 51 % pour la main droite.
Cette disposition de clavier est incluse dans tous les systèmes d’exploitation modernes, mais de nos jours le grand public utilise majoritairement le QWERTY turc.